# Десятина (Вологодская область)
Десятина — местечко в Тотемском районе Вологодской области.
Входит в состав Пятовского сельского поселения, с точки зрения административно-территориального деления — в Пятовский сельсовет.
Расстояние по автодороге до районного центра Тотьмы — 9 км, до центра муниципального образования деревни Пятовская — 10 км.
По переписи 2002 года население — 41 человек (18 мужчин, 23 женщины). Преобладающая национальность — русские (98 %).